# إخوة السلاح (منظمة)
إخوة في السلاح او اخوة السلاح (بالعبرية: אחים לנשק‏) (Brothers in Arms)، والمعروفة أيضًا باسم أخيم لانيشيك، هي منظمة من الرجال والنساء الاحتياطيين من وحدات مختلفة في الجيش الإسرائيلي، وتعمل كجزء من الاحتجاجات ضد الإصلاح القضائي الذي تروج له الحكومة الإسرائيلية والثلاثون برئاسة بنيامين نتنياهو في عام 2023. منذ 7 أكتوبر 2023، وهو اليوم الذي هاجمت فيه حماس جنوب إسرائيل، علقت الحركة جميع أنشطتها السياسية والاحتجاجية وكرست نفسها بدوام كامل للمساعدة والإغاثة، تحت اسم إخوة وأخوات من أجل إسرائيل.

## التأسيس
تأسست المنظمة في كانون الثاني (يناير) 2023 من خلال المقدم الاحتياطي رون شيرف والرقيب الاحتياطي إيال نافيه والرقيب الاحتياطي إيتان هرتزل، خريجي وحدة وحدة استطلاع هيئة الأركان العامة الإسرائيلية، في أعقاب خطاب وزير العدل ياريف ليفين، الذي فصل فيه الإجراءات التشريعية. التي خططت لها الحكومة، ومن وجهة نظرهم فإن هذه الإجراءات من المتوقع أن تلحق ضررا بالديمقراطية في إسرائيل.
تهدف المنظمة إلى وقف الإجراءات التشريعية التي تخطط لها الحكومة وتعزيز الديمقراطية الإسرائيلية. تعمل المنظمة بعدة طرق، بما في ذلك المظاهرات أمام منازل الوزراء وأعضاء الكنيست، و"الوقفات الاحتجاجية" التي تشمل مواقف نقاشية، والمناصرة في إسرائيل والخارج، وأعمال التعطيل والاحتجاج، مثل تعليق لافتات عملاقة على المنحدرات، وإغلاق الطرق، ومنع الدخول إلى المنظمات والمواقع الإلكترونية التي يُنظر إليها على أنها مسؤولة عن الإصلاح القضائي مثل منتدى سياسات كوهيليت أو ترمز إلى مجالات الحياة التي من المتوقع أن تتأثر بشدة نتيجة لذلك مثل وزارة الدفاع ووزارة الدفاع.
ايضا توقيع جنود الاحتياط على بيان بأنهم سيتوقفون عن التطوع في خدمة الاحتياط حتى يتم إيقاف الإجراءات التشريعية المخطط لها. يتم تمويل عمليات المنظمة من خلال التبرعات ومن بيع المعدات ذات العلامات التجارية الخاصة بالمنظمة (القمصان والقبعات).
تعمل المنظمة عبر عدة لجان: فريق توجيهي يضم سبعة أشخاص، كل منهم لديه مجال مسؤولية (استراتيجية، عمليات، علاقات خارجية، اتصالات، استخبارات، إلخ)؛ وتندرج تحتها منظمة غير حكومية تقوم بالمهام وما دونها والتي تضم عدة إدارات؛ وآلية تنفيذية تضم نحو 300 شخص.
وهناك عشرات الآلاف من الأعضاء في مجموعات الواتساب الخاصة بالمنظمة، الذين يتلقون التحديثات من المنظمة. بعض العمليات سرية وبعضها الآخر مفتوح لعامة الناس. كل النشاط يتم بشكل طوعي. أساليب عمل المنظمة عسكرية، وتشمل، على سبيل المثال، التقسيم والتحقيق في الحوادث. معظم أعضاء اللجنة التنفيذية هم من دورية قوات الدفاع، لكن المنظمة تضم قدامى المحاربين من مجموعة متنوعة من الوحدات العسكرية.

## الأنشطة
تنقسم عمليات المنظمة إلى عدة مجالات كما هو مفصل أدناه.

### أعمال الاحتجاج والتعطيل

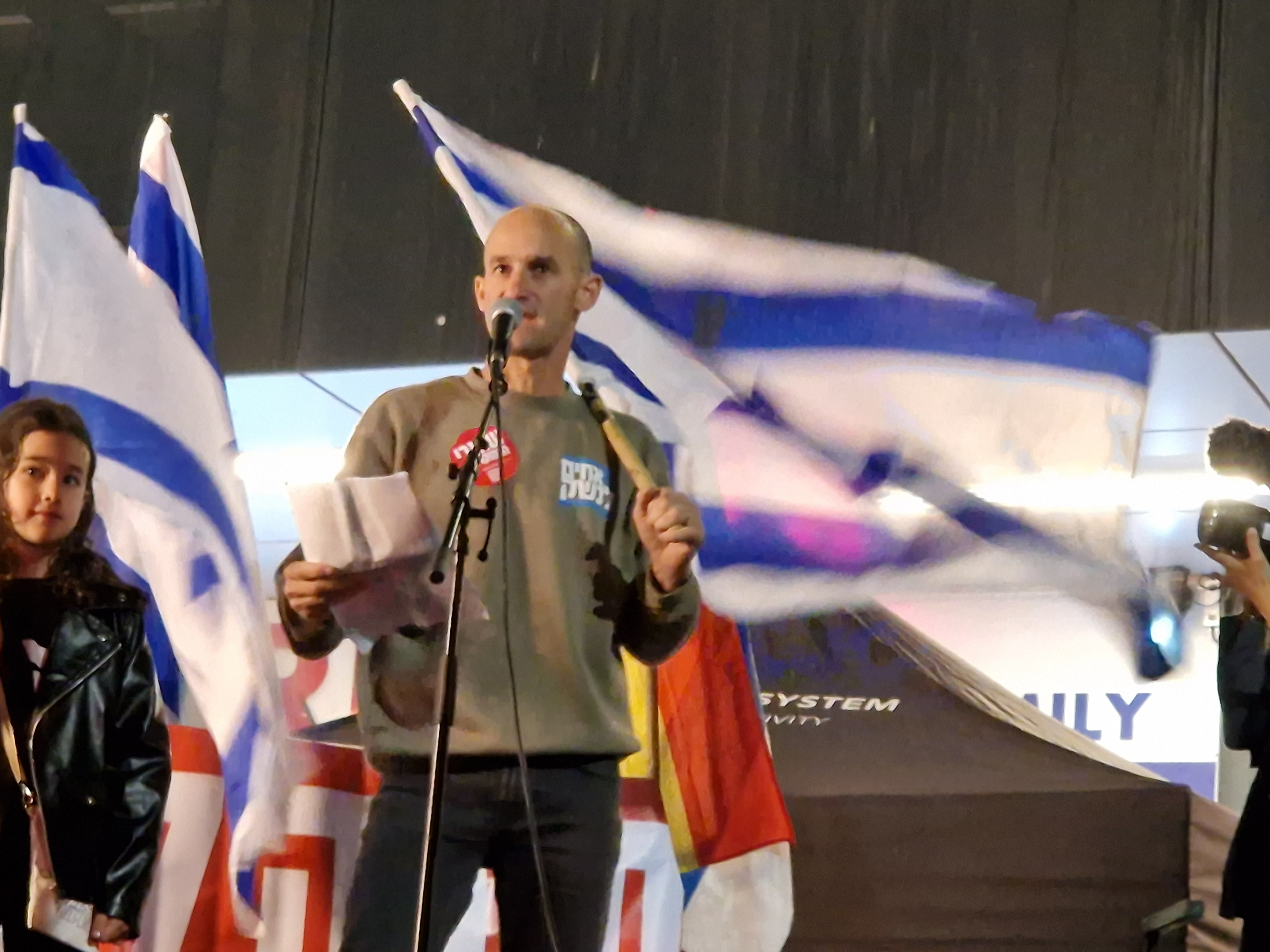
المقدم رون شيرف ، المؤسس المشارك لحركة "إخوة السلاح"، يتحدث في مظاهرة في حيفا في ميدان حوريف ضد الإصلاح القضائي ، 25 مارس 2023

يقيم نشطاء المنظمة مراكز للتظاهر، بعضها دائم، أمام منازل الوزراء وأعضاء الكنيست الرئيسيين في الحكومة. ومن بينهم: وزير الدفاع يوآف غالانت ، وزير الزراعة آفي ديختر ، وزير العدل ياريف ليفين ، وزير الاقتصاد والصناعة نير بركات ، عضو الكنيست ورئيس لجنة الأمن القومي زفيكا فوغل ووزير الهجرة والاستيعاب أوفير صوفر.... كما يشاركون في مظاهرات كبرى في جميع أنحاء البلاد، بما في ذلك تعزيز نقاط الاحتجاج حيث تعرض المتظاهرون للعنف من قبل مؤيدي الإصلاح القضائي. كما تم تنفيذ العديد من التحركات الاحتجاجية والتعطيلية، نذكر فيما يلي بعضاً منها:

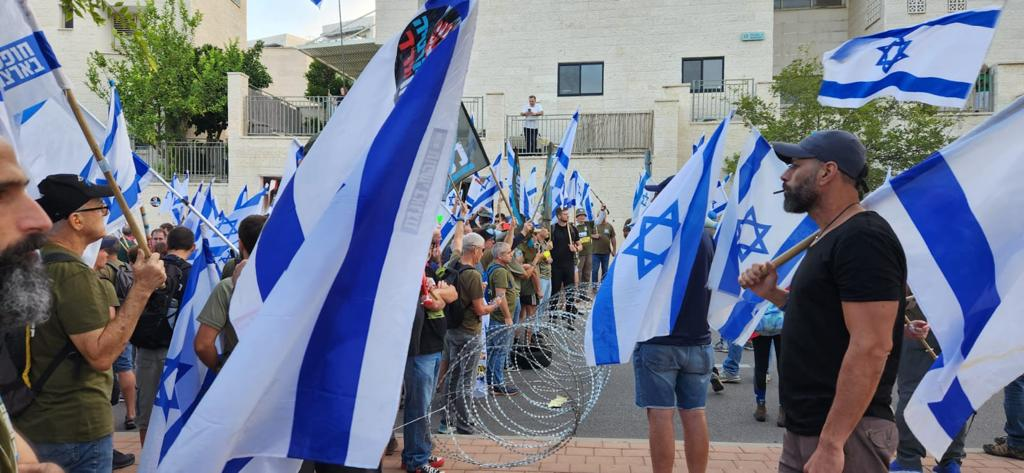
مظاهرة "إخوة السلاح" أمام منزل وزير العدل ياريف ليفين في موديعين ، 27 يونيو 2023

- إغلاق الطريق السريع رقم 1 في منطقة شعار هجاي وإنشاء معبر حدودي رمزي بين الديمقراطية والديكتاتورية.[7]
- إغلاق مدخل مكاتب منتدى كوهيلت للسياسات وهي جمعية ذات تأثير مهيمن على تقدم الإجراءات التشريعية للحكومة، باستخدام الأسلاك الشائكة وأكياس الرمل، في إطار "يوم التعطيل" في 9 مارس 2023. تم اعتقال ستة نشطاء خلال النشاط، من بينهم رون شيرف، أحد مؤسسي المنظمة.[8][9] وفي اليوم نفسه، قام العشرات من نشطاء التنظيم، ومن بينهم قائدا البحرية السابقان عامي أيالون ودافيد بن بشت ، بإغلاق ميناء حيفا بالمشاعل والزوارق، لمدة ساعتين تقريبا، تحت عنوان "لا توجد حرية حركة في مدينة حيفا". الديكتاتورية".[10]
- وصول مجموعة من الناشطين من البحر، بقوارب الكاياك والسباحة، إلى منزل رئيس الوزراء بنيامين نتنياهو في قيساريا ، في 17 مارس/آذار، بهدف إيصال رسالة إليه بضرورة التدخل و"وقف الانقلاب".[11][12][13]
- تعليق لافتة بطول 600 متر على جوانب الطريق السريع رقم 1، تظهر جالانت وديختر وبركات وهم النحت الشهير على شكل القرود الثلاثة، في 19 مارس [14]

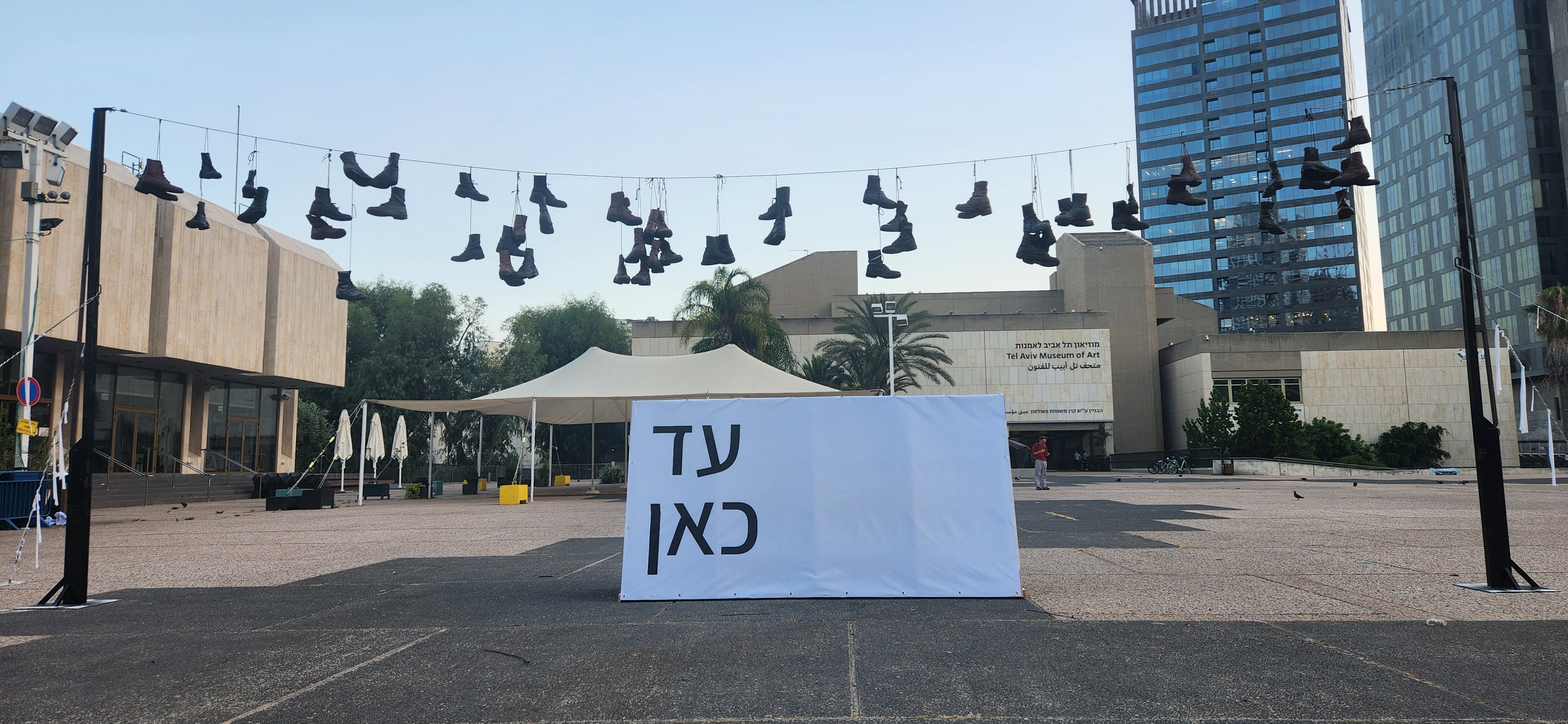
ساحة متحف تل أبيب استعدادا لفعالية الإعلان عن تعليق العمل التطوعي للمحميات التي تنظمها المنظمة

- مظاهرة لمئات الناشطين خارج متحف إسرائيل في المؤتمر الذي عقد في 22 مارس. وتوقفت خطابات وزراء الحكومة يتسحاق جولدكنوبف وميري ريجيف وألغى نتنياهو وصوله إلى المؤتمر.[15]
- مظاهرة لمئات المتظاهرين خارج حفل رفع الكأس الذي نظمه الحزب الصهيوني الديني في بيتح تكفا ، بحضور رئيس لجنة الدستور والقانون والقضاء سمحا روثمان ، في 24 مارس كجزء من "يوم الشلل الوطني". اصطدم المتظاهرون بسيارة ليفين. وتم القبض على العديد من المتظاهرين.[16]

### وقف العمل التطوعي للإحتياط
وفي 21 مارس عقد قادة المنظمة مؤتمرًا صحفيًا أعلنوا فيه البدء في أخذ توقيعات جنود الاحتياط على عريضة بموجبها سيتوقفون عن التطوع في الخدمة الاحتياطية إذا تم إقرار الإجراءات التشريعية المقررة. وفي الأيام التي تلت ذلك، تزايدت التقارير عن توقيعات جنود الاحتياط من مختلف الوحدات على الالتماس.

### الأنشطة خلال معركة طوفان الاقصى

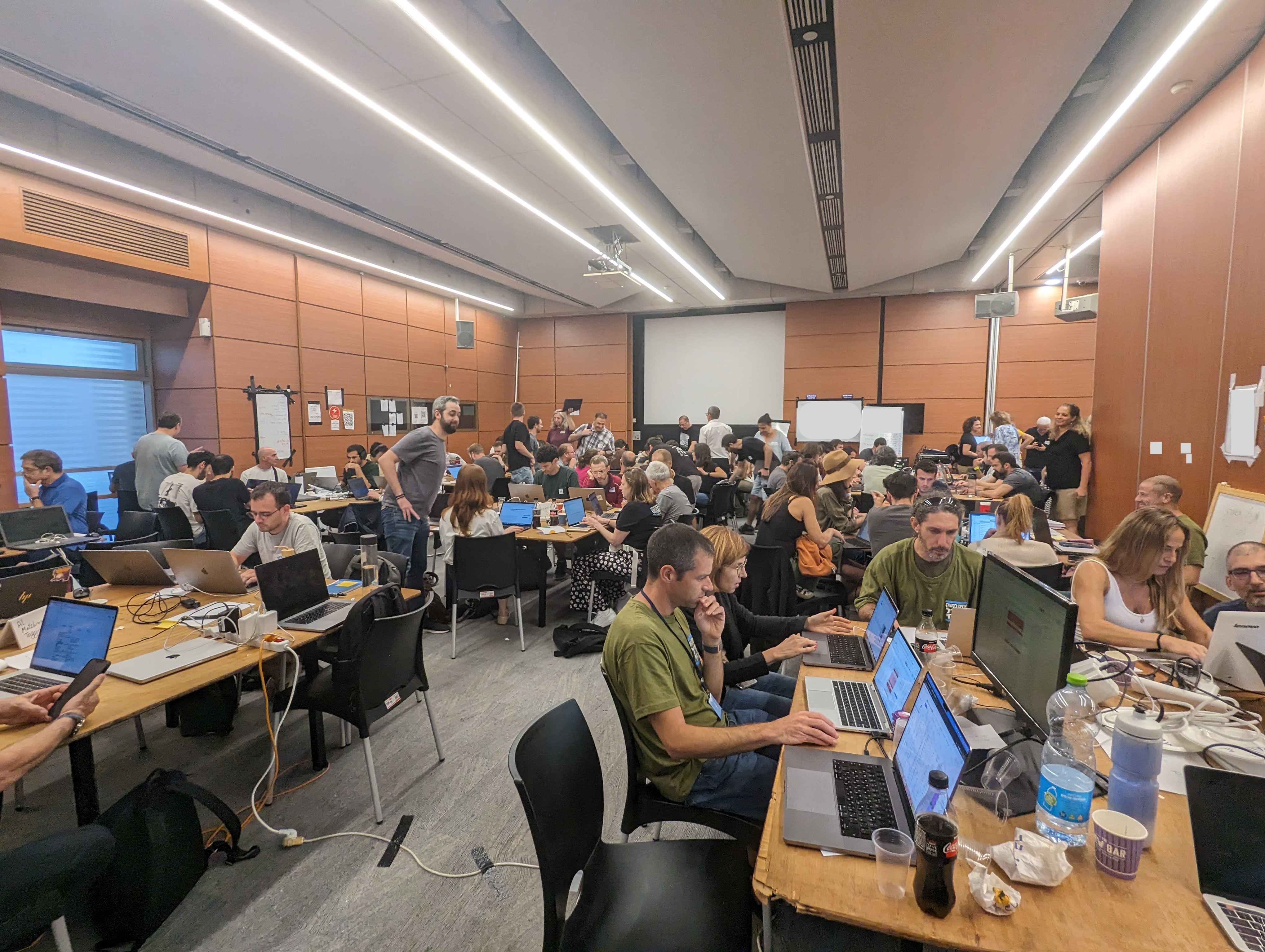
الإخوة في مركز مراقبة الأسلحة لتحديد أماكن المفقودين. أكتوبر 2023، تل أبيب

في صباح يوم 7 أكتوبر/تشرين الأول 2023، وفي أعقاب الهجوم الصاروخي غير المتوقع الذي شنته حركة حماس على إسرائيل  أصدر قادة المنظمة إعلانًا رسميًا، أعلنوا فيه الوقف الفوري لجميع الأنشطة الاحتجاجية. وأصدروا نداءً لجنود الاحتياط للتقدم الفوري للدفاع عن البلاد. وفي اليوم نفسه، تم تحويل البنية التحتية المستخدمة سابقًا للاحتجاج لمساعدة قوات الأمن وتقديم المساعدة للناجين من الحادث المأساوي المنسوب إلى حماس. أنشأت المنظمة مراكز لوجستية مخصصة في تل أبيب وبيت كاما ، حيث تم تنسيق العديد من المبادرات بمساعدة عشرات الآلاف من المتطوعين في جميع أنحاء البلاد.

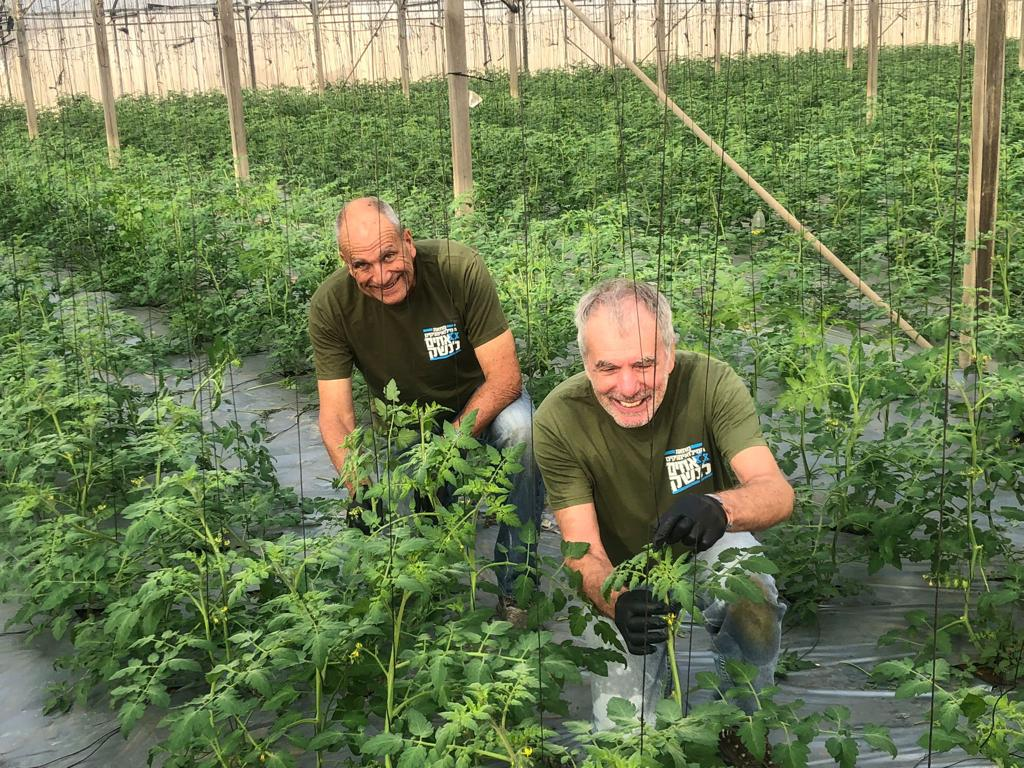
متطوعون من منظمة إخوة السلاح يعملون في مزرعة زراعية بالقرب من حدود غزة

في 20 أكتوبر 2023 بدأ متطوعو منظمة "إخواة السلاح" بمساعدة 24 مزرعة في 11 بلدة قريبة من الحدود مع غزة، والتي تعاني من نقص الأيدي العاملة. وفي الأيام التالية، نما مشروع دعم المزارع المتضررة بشكل كبير، حيث ربط المزارعين المحتاجين بشبكة من عشرات الآلاف من المتطوعين.

## النقد
وفي 22 أبريل، أرسل الوزير إيتمار بن غفير رسالة تحذيرية إلى "إخوة السلاح" في أعقاب ادعاء المنظمة بأنه تهرب من الخدمة العسكرية. ووصف بن غفير حملة المنظمة بأنها "كذبة كاملة" وطالبهم بنشر اعتذار وتعويض مالي قدره عشرة ملايين شيكل، مدعيا أنه يريد التجنيد في الجيش الإسرائيلي، لكن الجيش الإسرائيلي لم يسمح له بالتجنيد بسبب آرائه السياسية.